# Gerard van Caloen
Gerard van Caloen (Brugge, 12 maart 1853 – Antibes, 16 januari 1932), kloosternaam van Joseph Marie Louis Victor van Caloen, was een Belgische benedictijn, heroprichter van abdijen in Brazilië en stichter van de abdij van Sint-Andries (Zevenkerken) bij Brugge.

## Familie
Joseph van Caloen was de oudste van de drie zonen van Charles van Caloen. Zijn twee jongere broers, Albert van Caloen en Ernest van Caloen, zorgden voor afstammelingen. Al heel jong voelde Joseph zich aangetrokken tot het religieuze leven.

## Jeugdjaren
De kinderen van Caloen kregen huisonderricht van een eerwaarde heer Lefèbvre. Joseph van Caloen had al zeer vlug hobby's die hem meer aantrokken dan het schoolse onderricht. Hij geraakte gepassioneerd door middeleeuwse geschiedenis en kunst. Zijn artistieke moeder en de bouw van het neogotische familiekasteel beïnvloedden hem hierbij. Hij was pas tien toen een ware verzamelwoede zich van hem meester maakte. Zijn ouders ondersteunden hem hierin en lieten een neogotisch gebouwtje voor hem optrekken in de tuin van het kasteel, dat de naam 'Petit Musée' kreeg. Op de verdieping richtte Joseph een timmeratelier in en op het gelijkvloers bewaarde hij de objecten die hij verzamelde, voornamelijk archeologische vondsten die hij aantrof bij afbraak van kerken of andere oude gebouwen. Toen hij veertien was, werd hij samen met zijn jeugdvriend Jean-Baptiste de Bethune jr. lid van de Gilde van Sint-Thomas en Sint-Lucas, de toonaangevende vereniging binnen de neogotische beweging.

## Van Caloen en Guido Gezelle
In de familiekring ontmoette hij Guido Gezelle, die hem hielp bij zijn eerste opstellen in het Nederlands en ze voor publicatie bezorgde aan het tijdschrift Rond den Heerd. In 1870 loodste Gezelle hem binnen in de Brugse Société archéologique, een vereniging die ijverde voor de oprichting van een archeologisch museum in Brugge (hetgeen later het Gruuthusemuseum werd). De jonge van Caloen vergaderde er met belangrijke heren, zoals William Curtis Brangwyn, James Weale, Hugo Verriest, Adolf Duclos en andere.
Hij was pas achttien toen hij in 1871, opnieuw onder de hoede van Gezelle, zijn eerste werkje uitgaf bij drukker Modest Delplace, onder de titel Triumphe van het heilig kruise Jesu Christi, dat is de geschiedenis van de Vier Kruisreliquien die vereerd wierden te Dordrecht in Holland, te Middelburg in Vlaanderen, in Onze Lieve Vrouwkerke te Brugge en te Sinte-Kruis neven Brugge. Het werk vermeldde als auteur "een lid van SS. Thomas en Lucasgilde".
Het jaar daarop werd hij lid van het Genootschap voor Geschiedenis te Brugge (de Société d'émulation).

## Benedictijn
In februari-maart 1872 verbleef van Caloen in Palestina en bezocht vervolgens verschillende benedictijnenabdijen in Europa. Hij besliste tot deze orde toe te treden. Bij gebrek aan een passende abdij in België (de benedictijnenorde was er praktisch uitgestorven), viel zijn keuze op Beuron (Hohenzollern). Er was echter net beslist dat enkele monniken van deze abdij zich in Maredsous zouden vestigen en het is daar dat van Caloen in september 1872 intrad. Hij was er de eerste postulant en nam de kloosternaam Gerard aan.
Hij trok niettemin naar Beuron voor zijn opleiding en sprak er in 1874 zijn kloostergeloften uit. In 1876 werd hij in de abdij van Monte Cassino tot priester gewijd en het jaar daarop werd hij prior en novicenmeester van de jonge abdij in Maredsous.

## Initiatieven en stichtingen
Binnen de contemplatieve orde waar hij was toegetreden, ontpopte van Caloen zich als een rusteloze organisator en stichter. Waren opeenvolgend aan hem te danken:
- de bibliotheek van Maredsous, waarvan hij de eerste bibliothecaris en weldoener was;
- de abdijschool van Maredsous (1881), waarvan hij de eerste rector was;
- de publicatie in Doornik van een Missel pour les fidèles, het eerste liturgische gebedenboek in het Frans (1882);
- de oprichting in Maredsous van de Messager des Fidèles, die wat later onder de naam Revue Bénédictine een gezaghebbend historisch en liturgisch tijdschrift werd;
- hij werd procurator van de Congregatie van Beuron in Rome (1886) en studieprefect van het internationaal Sint-Anselmuscollege in deze stad (1887);
- stichter van een pedagogie voor oud-leerlingen van Maredsous in Leuven (1888), waarvan hij de eerste rector was en die uitgroeide tot de abdij van de Keizersberg onder abt Robert de Kerchove.

In 1893 keerde hij naar Rome terug om er het Sint-Anselmuscollege te leiden. Hij interesseerde zich toen sterk voor de Oosterse kerken en voor de verzoening met de orthodoxen. Hij vatte het plan op een groot monasterium te bouwen dat hiervan de gangmaker zou zijn, maar de grootsheid van zijn plannen schrikte zijn oversten af en ze deden ze opbergen.

## Brazilië
Hem werd toen een andere opdracht toevertrouwd en hij werd naar Brazilië gestuurd om er de congregatie van benedictijnen nieuw leven in te blazen. In 1893 ging hij op verkenningsbezoek. Teruggekeerd nam hij in 1895 afscheid van Maredsous en vertrok 'voor altijd' naar Brazilië. Op korte tijd blies hij nieuw leven in bij bestaande abdijen of stichtte hij er nieuwe, onder meer in Olina, Bahia, Sao Paolo, Paraíba, Rio de Janeiro.
In 1896 werd hij abt van de abdij van Olinda en coadjutor met recht van opvolging van de generale abt voor Brazilië. In 1905 werd hij abt van de abdij Sao Bento in Rio en in 1906 werd hij tot bisschop gewijd. In 1908 werd hij hoofd van de Braziliaanse congregatie van benedictijnen. Door zijn bisschopswijding kon hij ook kerkelijke jurisdictie uitoefenen over het grote gebied van Rio Branco, dat aan de benedictijnen als missiegebied was toegewezen.

## Zevenkerken

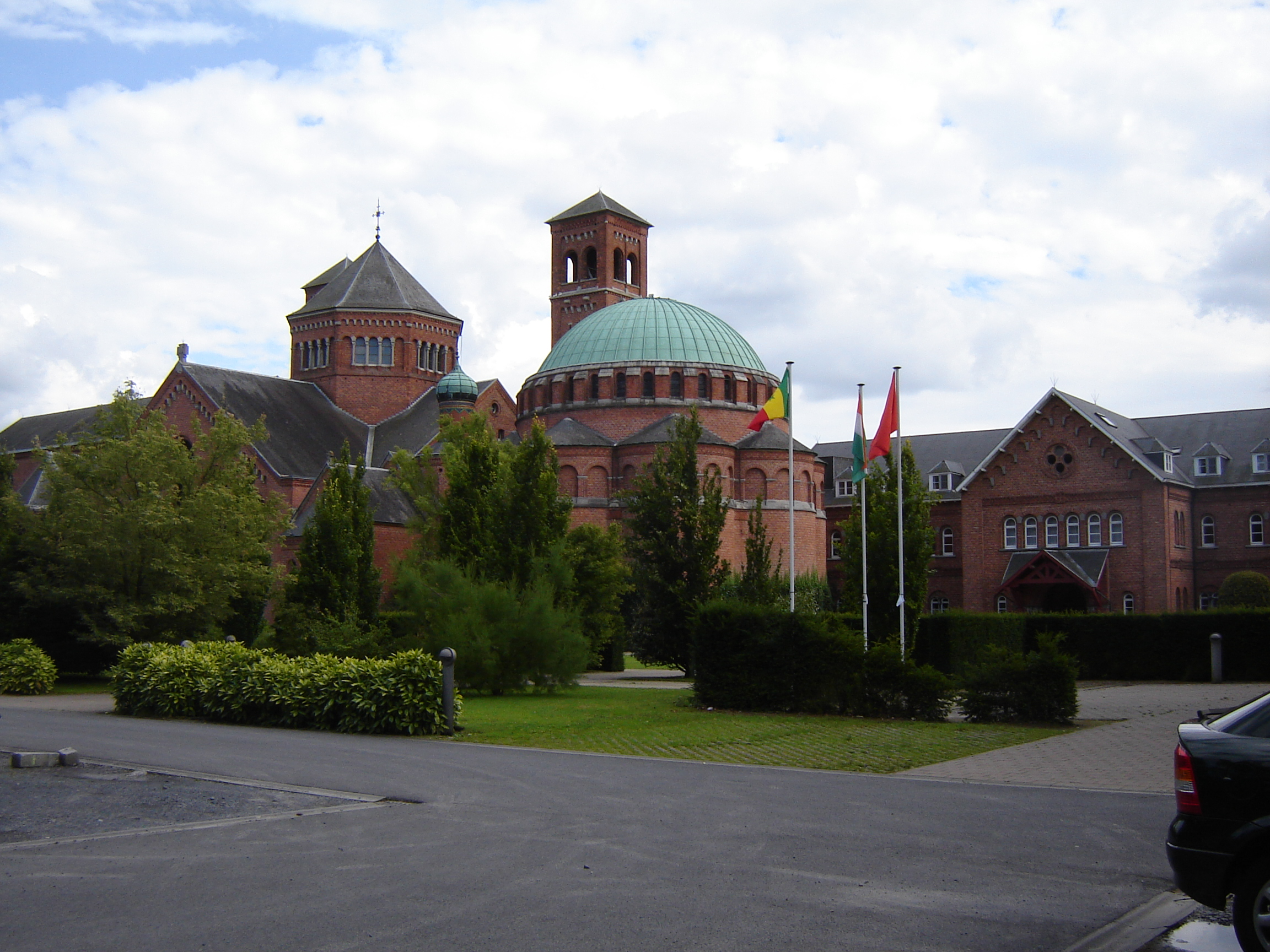
Sint-Andriesabdij, Zevenkerken

Om zijn stichtingen vanuit Europa te ondersteunen met mensen en middelen, stichtte van Caloen drie procuren, waaronder een in Sint-Andries bij Brugge. Geholpen door de schoonvader van zijn broer Albert, senator Leon Van Ockerhout, die hem een aanzienlijk aantal hectaren schonk in Sint-Andries, zag hij de mogelijkheid om in 1901 de bescheiden procure uit te bouwen tot een heuse abdij, die hij zag als de opvolger van de Sint-Andriesabdij uit het ancien régime. Vanaf de stichting tot in 1912 was hij er de abt van. De gebouwen die hij oprichtte werden royaal door zijn familieleden gefinancierd. In 1910 werd een abdijschool gesticht.
Van 1912 tot 1915 oefende hij opnieuw het ambt van aartsabt uit in Brazilië. Van 1915 tot 1919 hield hij zich hoofdzakelijk met de missiegebieden van de benedictijnen in Brazilië bezig.

## Laatste jaren
Vanaf 1919 kampte Gerard van Caloen met ernstige gezondheidsproblemen. Hij keerde naar Europa terug en vestigde zich in Antibes.
Om zijn dadendrang te bevredigen bouwde hij er een kerk, een school, twee weeshuizen, een Byzantijnse kapel voor katholieke orthodoxe Russen enz.

## Publicaties
- L'Ancienne collégiale de Xanten, in: Bulletin Saint-Thomas et Saint-Luc, t. Ie r, 1863-1869, blz. 99-104.
- Les monuments funèbres en bas-relief à Tournai, in: idem, p. 179-191.
- Quelques monuments funèbres à Furnes, à Ypres et à Clercken », in: idem, t. II, 1871-1873, p. 91-100.
- Nieuport, in: idem, p. 145-153.
- Triumphe van het heilig kruise Christi Jesu, dat is de geschiedenis van de vier kruisreliquien die vereerd worden ofte eertijds vereerd wierden te Dordrecht in Holland, te Middelburg in Vlaanderen, in Onze Lieve Vrouwe kerke te Brugge ende te Sinte-Kruis nevens Brugge, samengehecht en uitgegeven door een lid van de Sinte-Thomas ende Lucasgilde, Brugge, Petyt, 1871.
- Au-delà des Monts. Voyage en Espagne, Parijs-Brussel, 1881, 392 p.
- La communion des fidèles pendant la messe, Mémoire présenté au Congrès eucharistique de Liège, Luik, Lefort, 1883.
- Les basreliefs de Maredsous provenant de l'abbaye de Florennes, in: Annales de la Société archéologique de Namur, t. XVI, 1884, blz. 83-93.
- Le cimetière franc de Maredsous, in: idem, blz. 133-144.
- Hastières-Notre-Dame ou Hastières-par-delà, in: idem, t. XVII, 1886, blz. 1-22.
- Notes sur la crypte romane de Thynes et sur le projet de restauration de ce monument, in: idem, T. XX, 1893, p. 1-8.
- La Question religieuse chez les Grecs, Rapport op het Congres van Mechelen, in: Revue bénédictine, t. VIII, 1891, blz. 117-129.
- La question religieuse d'Orient au Congrès de Malines de 1891, in: idem, blz. 538-557.
- Carnet d'un moine, Brugge-Rijsel, 1892.
- Rome et la Russie, in: Revue des Deux Mondes, t. CXXVI, 1894, blz. 873-881 en in: Revue bénédictine, t. XII, 1894, p. 1-9.
- Dom Maur Wolter et les origines de la Congrégation de Beuron, Brugge-Rijsel.
- Son Excellence Monseigneur van Caloen. Lettres intimes à sa famille, Brugge, 1933.